# Kedvencek temetője: Vérvonalak
A Kedvencek temetője: Vérvonalak (eredeti cím: Pet Sematary: Bloodlines) 2023-ban bemutatott amerikai természetfeletti horrorfilm, melyet (elsőfilmes rendezőként) Lindsey Anderson Beer rendezett. A forgatókönyvet Beer és Jeff Buhler írta, a Kedvencek temetője (2019) előzményfilmjeként, mely Stephen King Állattemető című regényét adaptálta. A főbb szerepekben Jackson White, Forrest Goodluck, Jack Mulhern, Henry Thomas, Natalie Alyn Lind, Isabella Star LaBlanc, Samantha Mathis, Pam Grier és David Duchovny látható.
Világpremierje a Fantastic Fest elnevezésű filmfesztiválon volt 2023. szeptember 23-án. Október 6-ától a Paramount+ streamingszolgáltató tűzte műsorára. A film összességében negatív kritikákat kapott.

## Cselekmény
A film 1969-ben játszódik, 50 évvel a Kedvencek temetője történései előtt. A maine-i Ludlowban Bill Baterman farmer vietnámi háborúban elhunyt fiának, Timmynek a holttestét vonszolja az állattemetőbe. Pillatokkal később egy kéz nyúl ki a friss sírból, és megragadja a család kutyáját, Hendrixet.
Jud Crandall szüleivel, Dannel és Kathyvel él, egy Norma nevű fiatal lány a barátnője. Jud azt tervezi, elhagyja a várost és Michiganben belép a Peace Corps szervezetbe. Amikor Normával a városban megy, Jud összefut Bill-lel és meglát egy fotót, amely őt ábrázolja gyerekként Timmy és egy Manny Rivers nevű fiú társaságában – Manny a nővérével, Donnával él és szintén el akar menni Ludlowból. Bill azt állítja, Timmy kitüntetéssel leszerelt és hazatért. Másnap Jud és Norma az autójuk előtt rátalálnak a rossz bőrben lévő, agresszív Hendrixre. Visszakísérik a kutyát Batermanék birtokára és meglátják Timmyt. Hendrix megharapja Norma karját, Jud kórházba viszi a lányt.
Jud a kórház előtt találkozik Mannyvel és beszélni próbál vele a furcsán viselkedő Timmyről, Manny szerint a fiú poszttraumás stressz zavarban szenvedhet. Visszatérve a Baterman-házhoz, Jud egy feltrancsírozott sertéstetem mellett rátalál Timmyre.  Miközben Jud Hendrixről beszél Bill-lel, Timmy a pincében vérrel írja fel azon ludlowi lakosok nevét, akiket meg kell ölnie.
Éjszaka Marjorie Washburn rendőrnő az otthona előtt találja Hendixet, valamint Timmyt, aki apja korábbi öngyilkossága miatt gúnyolja a nőt. Marjorie felhívja Hannibal Benson polgármestert, a kutya rátámad, azonban a rendőrnő végez a megvadult állattal. Timmy követni kezdi és megtámadja Donnát, ezután egy kukoricatáblára űzi és ott sikerül elkapnia.
A helyi pap mesél Judnak és Mannynek Ludlow történelméről, illetve az állattemetőről. 1674-ben a Mi'kmaq törzs élt ezen a területen, Ludlow (a város névadója) egy eltűnt telepes volt. Az emberei azután találtak rá, hogy eltemették az állattemetőbe: a férfi emberi húst lakmározott és ismét meg kellett ölniük, ezúttal véglegesen. Jud a hallottak után kérdőre vonja apját, Dant – mint kiderül, a város lakóinak ősei (akik Timmy halállistáján szerepelnek) mindvégig oltalmazták Ludlow sötét titkát, távol tartva az idegeneket.
Timmy elássa Donna holttestét a temetőben, a lány élőhalott szörnyként tér vissza. Norma kórházi szobájába megy, végez egy orvossal és amikor utoléri lehetséges következő áldozatát, fojtogatni kezdi. Jud rájön, hogy Norma bajban van, amikor összehívja Bensont, Marjorie-t és Anderson seriffet Timmy felkutatására és megölésére. Manny csatlakozik hozzájuk Donna megkereséséhez, együtt a Baterman-házhoz mennek, itt Timmy megöli Bensont, Marjorie-t és Andersont is. Donna felnyársalja Dant a saját puskájával. Manny agyonlövi élőhalott nővérét.
Jud és Manny követi Billt, aki végigvezeti őket egy alagúton. Norma is itt tartózkodik megkötözve egy gödörben, mely kezd megtelni sárral, fulladásos halállal fenyegetve a lányt. Timmy rájuk talál, és amikor Bill megkísérli megölni fiát, az kizsigereli. Jud és Manny a mocsárban ér felszínre, Timmy Jud nyomába ered és megpróbálja megfojtani. Manny egy jelzőrakétával főbe lövi Timmyt, végleg végezve az élőhalott férfival. Normának is sikerül időben kiszabadulnia, majd a többiekhez siet. 
A film végén Jud és Norma Kathyvel marad, folytatva a fiú apjának munkáját, távol tartva a gonoszt a várostól. Manny elhagyja Ludlowot.

## Szereplők
- Jackson White – Jud Crandall
- Natalie Alyn Lind – Norma
- Forrest Goodluck – Manny
- Isabella Star LaBlanc – Donna
- Henry Thomas – Dan Crandall
- Jack Mulhern – Timmy Baterman
- David Duchovny – Bill Baterman
- Samantha Mathis – Kathy Crandall
- Pam Grier – Marjorie Washburn

## Bemutató
A film premierje a Fantastic Festen volt 2023. szeptember 23-án. 2023. október 6-án a Paramount+ tűzte műsorra az Amerikai Egyesült Államokban, Kanadában és Latin-Amerikában, másnap pedig a többi országban is,

## Kritikai visszhang
A Kedvencek temetője: Vérvonalak a Rotten Tomatoes-on 58 kritika alapján 22%-on áll. A weboldal szöveges összegzése szerint a film „lagymatag kísérletet tesz a Stephen King eredeti történetében szereplő világ kibővítésére, de ez nagyrészt veszendőbe megy a gyenge sztori közben, mely összetéveszti az unalmas brutalitást a hatásos horrorral”.

## Fordítás
- Ez a szócikk részben vagy egészben  a   Pet Sematary: Bloodlines című angol Wikipédia-szócikk ezen változatának fordításán alapul.  Az eredeti cikk szerkesztőit annak laptörténete sorolja fel. Ez a jelzés csupán a megfogalmazás eredetét és a szerzői jogokat jelzi, nem szolgál a cikkben szereplő információk forrásmegjelöléseként.